# Scott Speed
Scott Andrew Speed (Manteca, Califórnia, 24 de janeiro de 1983) é um automobilista norte-americano.
Patrocinado pela companhia de bebidas energéticas Red Bull, ele correu na Scuderia Toro Rosso (ex-Minardi) até o Grande Prêmio da Europa. Em 2005 competiu na GP2, colhendo bons resultados e indo melhor que o brasileiro Nelson Ângelo Piquet.

## Carreira

### Fórmula 1

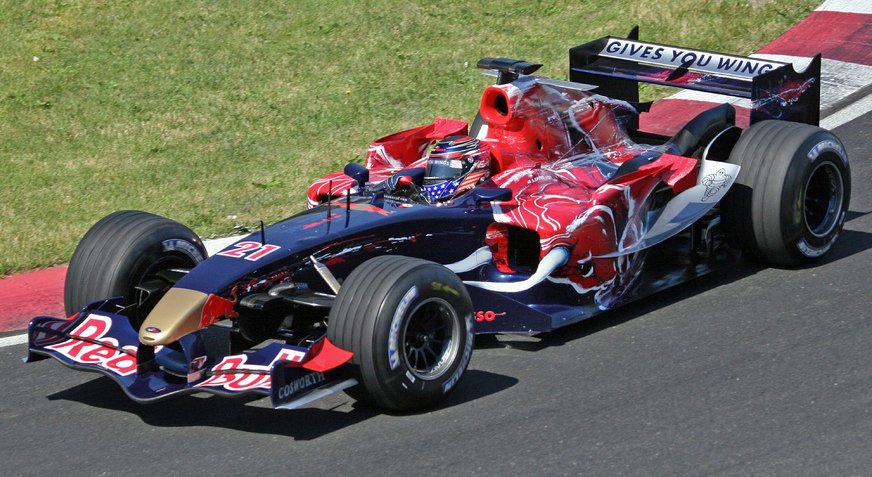
Speed pela Toro Rosso em 2006.

Estreou na Fórmula 1 no Grande Prêmio do Barém de 2006 e também da equipe Toro Rosso. Em sua terceira prova daquele ano, o Grande Prêmio da Austrália, ele terminou em 8º lugar e deveria ter marcado 1 ponto; na prova ele ultrapassou o escocês David Couthard com bandeira amarela e foi penalizado com acréscimos de 25 segundos no resultado da prova; ficou em 9º. Em 2007, na décima etapa do campeonato após o Grande Prêmio da Europa, Scott teve um desentendimento com o diretor esportivo Franz Tost. O piloto norte-americano reclamou dos inúmeros erros que a equipe cometia. Tost teve uma atitude lamentável quando bateu no piloto pelas costas. Scott Speed foi demitido e para o seu lugar no Grande Prêmio da Hungria e as últimas sete provas, a equipe contrata o alemão Sebastian Vettel. Desde 2008, Scott corre pela principal divisão da NASCAR, a Sprint Cup Series.

### NASCAR
2008

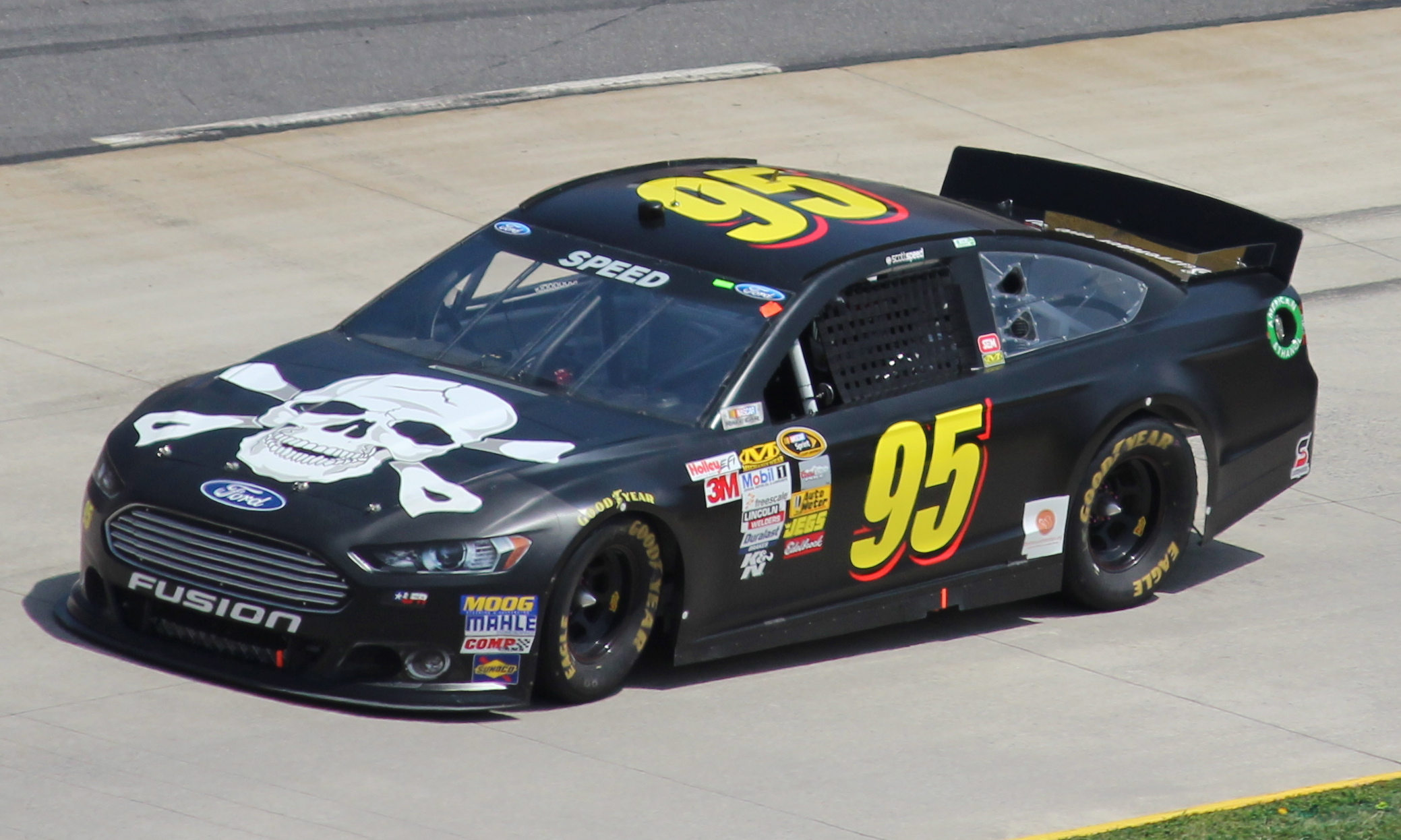
Carro de Scott Speed na NASCAR Cup Series de 2013.

Scott Speed entrou para a divisão principal da NASCAR em 2008.
Começou tentando se qualificar para a corrida de Charlotte com o carro da Red Bull Racing Team, mas devido a chuva no dia da classificação, Speed não pode participar da corrida, porque seu carro não estava no top 35 na classificação de proprietários. Speed só estreou na semana seguinte em Martinsville, e terminou a corrida em 30° lugar. Correu nas últimas 4 corridas da temporada (Atlanta, Texas, Phoenix e Homestead) tendo um melhor resultado um 16° lugar em Homestead
2009

## Todos os Resultados de Scott Speed na Fórmula 1
| Ano  | Equipe              | Chassis         | Motor               | Pneus | 1       | 2       | 3       | 4       | 5      | 6       | 7      | 8       | 9       | 10      | 11     | 12     | 13     | 14     | 15     | 16     | 17     | 18     | Pontos | Posição  |
| ---- | ------------------- | --------------- | ------------------- | ----- | ------- | ------- | ------- | ------- | ------ | ------- | ------ | ------- | ------- | ------- | ------ | ------ | ------ | ------ | ------ | ------ | ------ | ------ | ------ | -------- |
| 2007 | Scuderia Toro Rosso | Toro Rosso STR2 | Ferrari 056 V8      | B     | AUS Ret | MAL 14  | BAR Ret | ESP Ret | MON 9  | CAN Ret | EUA 13 | FRA Ret | GBR Ret | EUR Ret | HUN    | TUR    | ITA    | BEL    | JAP    | CHN    | BRA    |        | 0      | NC (21º) |
| 2006 | Scuderia Toro Rosso | Toro Rosso STR1 | Cosworth TJ2006 V10 | M     | BAR 13  | MAL Ret | AUS 91  | SMR 15  | EUR 11 | ESP Ret | MON 13 | GBR Ret | CAN 10  | EUA Ret | FRA 10 | ALE 12 | HUN 11 | TUR 13 | ITA 13 | CHN 14 | JAP 18 | BRA 11 | 0      | NC (20º) |

↑1  Penalizado com acréscimos de 25 segundos por não ter respeitado a bandeira amarela.